# Moxhe
Moxhe (en wallon : Moxhe /mɔç/ ou /moh/ ) est un village de Hesbaye, à quelques kilomètres au sud de la ville de Hannut (Province de Liège en Belgique) dont il fait aujourd’hui administrativement partie. C'était une commune à part entière avant la fusion des communes de 1977.
Située sur la  RN 80, allant de Hannut à Namur, et en bordure du parc naturel des vallées de la Burdinale, le village est traversé par la Mehaigne, un petit affluent de la Meuse (rive gauche).

## Démographie
- Sources:INS, Rem:1831 jusqu'en 1970=recensements, 1976= nombre d'habitants au 31 décembre

## Histoire

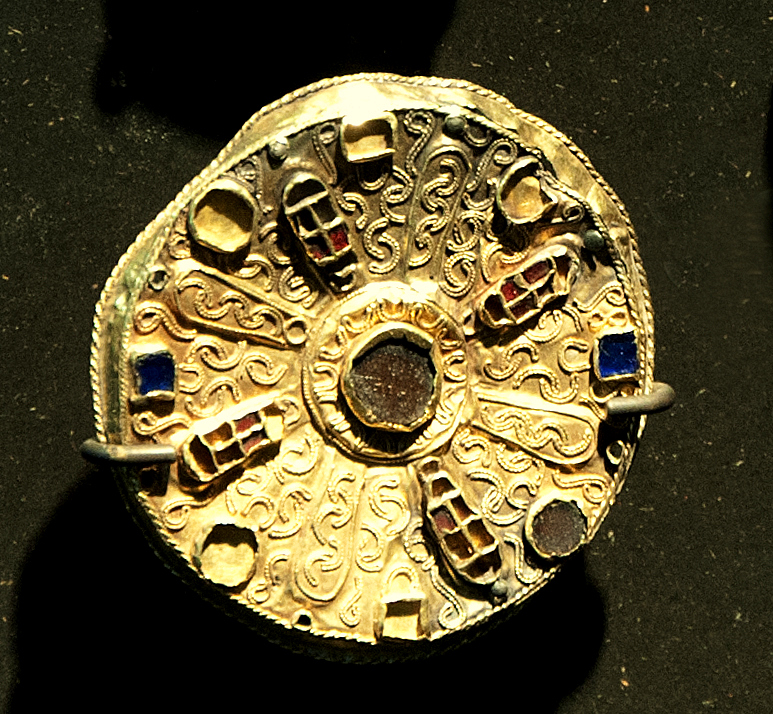
Fibule du VIIe siècle découvert à Moxhe.

Une activité humaine peut être décelée sur le territoire de Moxhe, qui remonte à une grande antiquité. Des trouvailles archéologiques datant des périodes romaine et franque, en font foi. Le passage de la grande voie romaine Tongres-Bavay un peu au nord du village actuel (aujourd’hui  RN 69) explique cette longue présence humaine.
Moxhe appartenait au comté de Namur, tandis que Moxheron, un hameau au nord du village relevait du duché de Brabant. À partir du XVe siècle Moxhe fit partie du domaine de l’abbaye de Flône. Même si l’agriculture et l'activité fermière y sont encore très importantes, la localité se transforme progressivement en village résidentiel.

## Patrimoine et culture

### Patrimoine architectural et sites
- La chaussée romaine Tongres-Bavay (aujourd’hui Nationale 69) passe au nord du village.
- La 'Tombe de l'Empereur' est un tumulus se trouvant sur l'ancienne chaussée romaine passant au nord du village.

- Une fibule en or du VIIe siècle, découverte à Moxhe se trouve aujourd’hui au musée ‘Grand Curtius' de Liège.
- Le château de Moxhe, au centre du village est entouré d’un parc dont le lac est alimenté par la Mehaigne. En 1974, le château et ses environs furent classés au patrimoine immobilier de Wallonie. Il appartient à la société MCL Real Estate[1].
- L’église Saint-Gangulphe est église paroissiale de Moxhe.
- La chapelle Saint-Sauveur, de style rococo, date du milieu du XVIIe siècle. Elle possède une statue de Jésus-Sauveur qui date de 1855.
- La Ferme Hobe précédée d’une très ancienne ‘tour de défense’, date du XVIIe siècle. Moxhe possède plusieurs fermes de grande dimension.
- Le Moulin à Eau, transformé en demeure d'habitation bourgeoise est alimenté par les eaux de la Mehaigne (Une roue métallique s’y trouve toujours, l'emplacement de la roue d'origine en bois est toujours visible). Le moulin date de 1767 (la date de construction du Moulin est encore indiquée aujourd'hui sur le puits à l'entrée de la propriété). La Chapelle du Moulin de Moxhe quant à elle daterait du XIXe siècle et vient d'être restaurée il y a peu et bénie par les autorités ecclésiastiques en personne. Le parc du Moulin, d'une superficie de 2 hectares est peuplé de plusieurs arbres centenaires remarquables. Le jardin dit "Anglais" du parc du Moulin vient aussi d'être replanté.